# 愛爾蘭國立美術館
愛爾蘭國立美術館（National Gallery of Ireland）是位於愛爾蘭首都都柏林的一家美術館，主要收藏和展示14世紀至20世紀歐洲的繪畫及雕刻作品。1853年，鐵路王愛爾蘭人威廉·達甘在都柏林舉辦產業展示會。愛爾蘭國立美術館即以以這次展示會的收益和達甘收藏的繪畫為基礎在1864年開館。開館當時藏品僅有約120萬件。1901年，米爾頓伯爵夫人捐贈了約200件繪畫作品。現在藏品數約有1萬件。1990年，在都柏林市內的耶穌會設施內發現了曾被認為已丟失的卡拉瓦喬作品「基督的捕縛」，這件作品之後在愛爾蘭國立美術館公開展出。

## 外部連結
- 官方網站 （页面存档备份，存于）